# Oliemolen (Heerlen)
De Oliemolen is een zestiende-eeuwse watermolen aan de voet van de Molenberg in het Aambos in Heerlen. Stroomopwaarts op de Caumerbeek lag de Caumermolen, stroomafwaarts de Schandelermolen.

## Geschiedenis
De molen is gesticht met de naam In den Crouwel. De huidige naam vertelt al veel over de functie van de molen, het uitpersen van olie uit oliehoudende zaden. Dit was niet altijd het geval. De eerste functie van de molen was als volmolen, het vollen van wol. De molen wordt gevoed door de Caumerbeek.
Er bestaat een kopie van een akte, gedateerd op 31 mei 1710, die aangeeft dat de molen gebouwd is op 9 mei 1502 in opdracht van de familie Van Schaesberg. Deze kopie is een vervalsing om de rechten van de bouw van de molen door de graven van Schaesberg voor de koning van Spanje te bewijzen. Hoewel de namen van de notabelen niet overeenkomen met de mensen in die posities aan het begin van de zestiende eeuw, zou het kunnen zijn dat de 0 aangezien is voor een 6. Dit maakt dat het bouwjaar ook 1562 zou kunnen zijn.
In 1829 kreeg de molen de vergunning om graan te malen. Vanaf 1905 werd hij alleen nog in gebruik als graanmolen.
Op vrijwillige basis wordt in de molen met waterkracht tarwe gemalen en in de molenwinkel zijn meelproducten te koop.
In de zomer van 2021 is het pand door een combinatie van hevige regenval en het doorbreken van dammen in de bovenstrooms gelegen regenwaterbekkens in zeer korte tijd tot grote hoogte overstroomd, met forse schade tot gevolg.

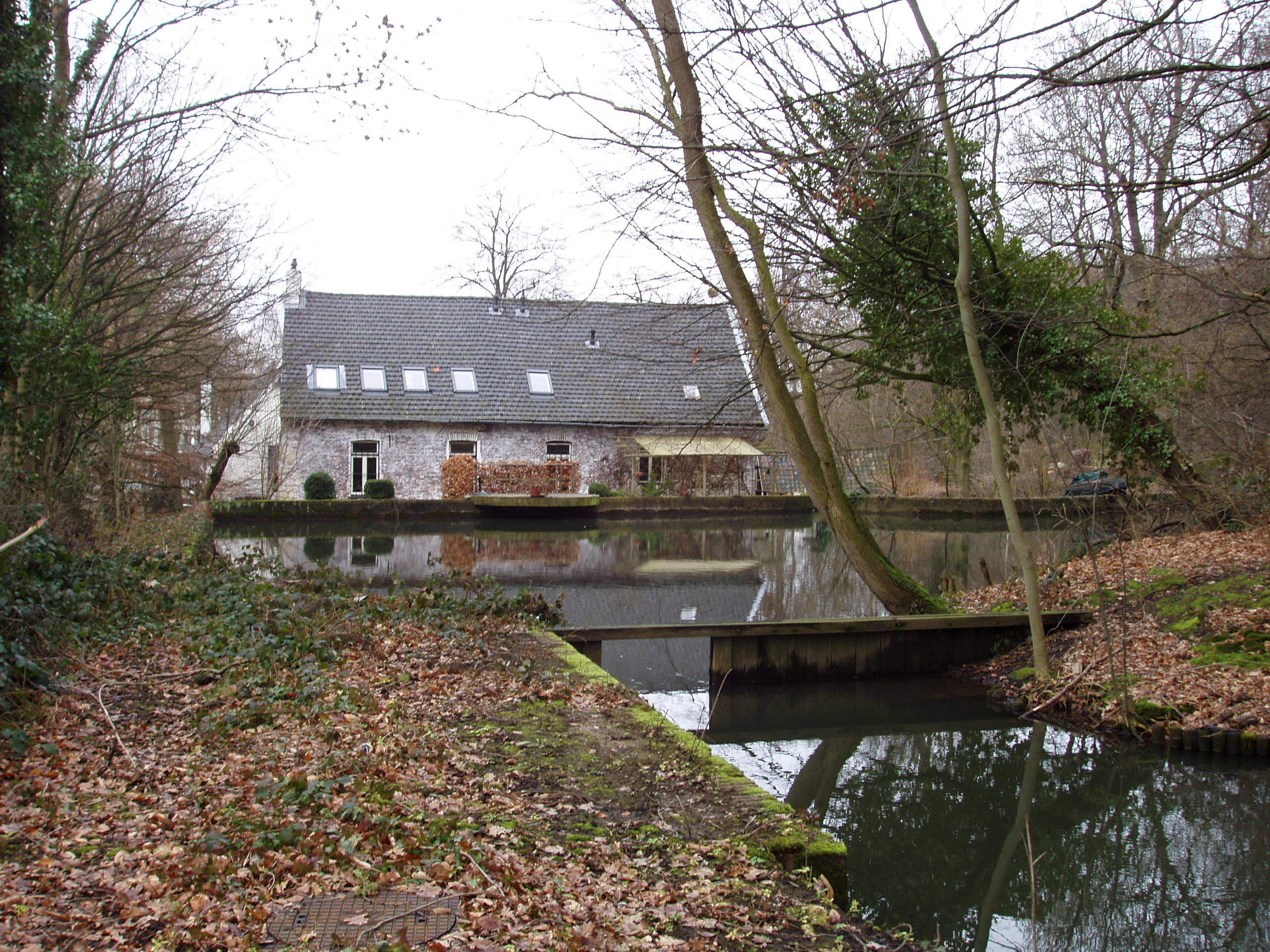
Caumerbeek
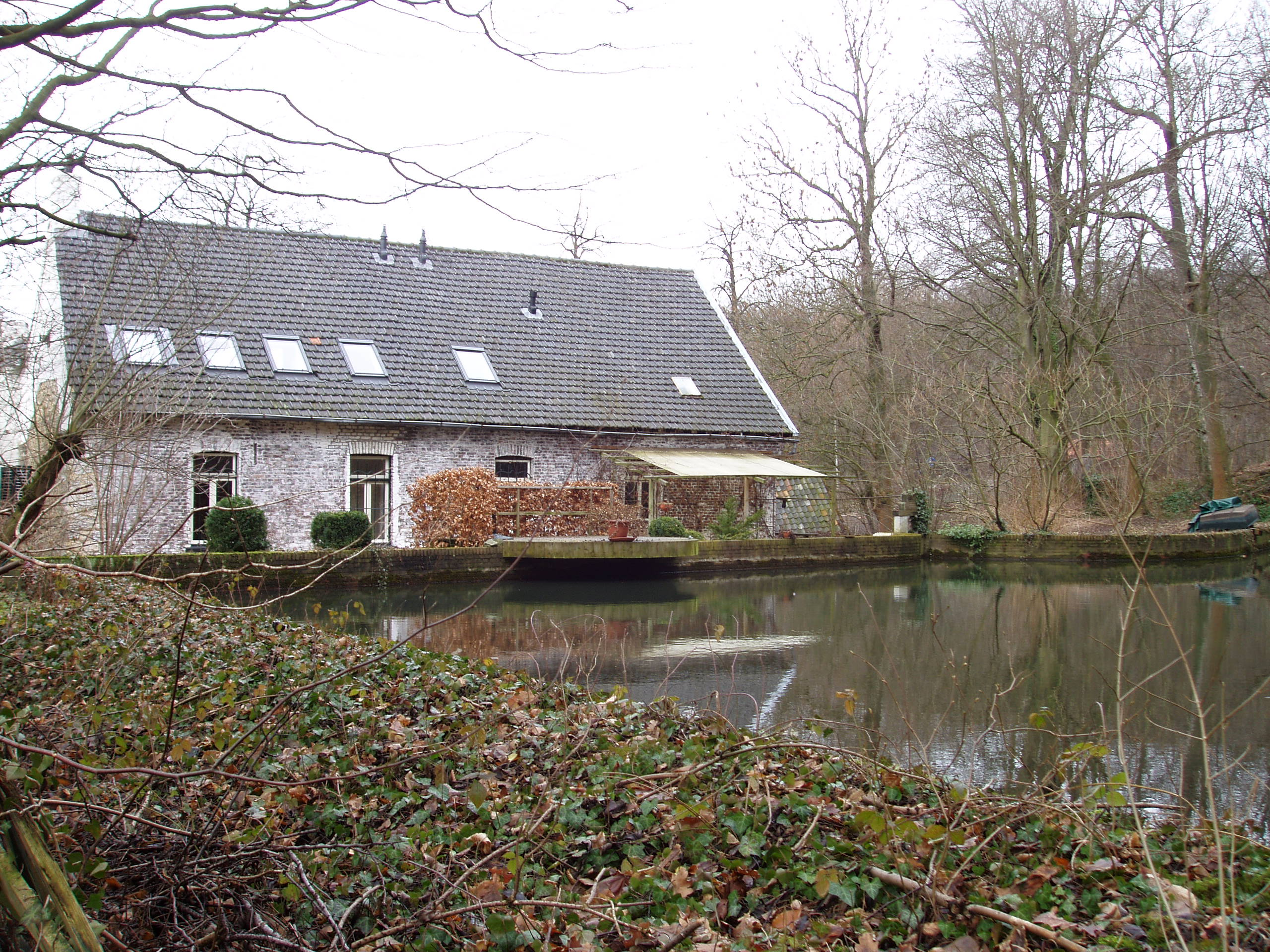
Achterzijde
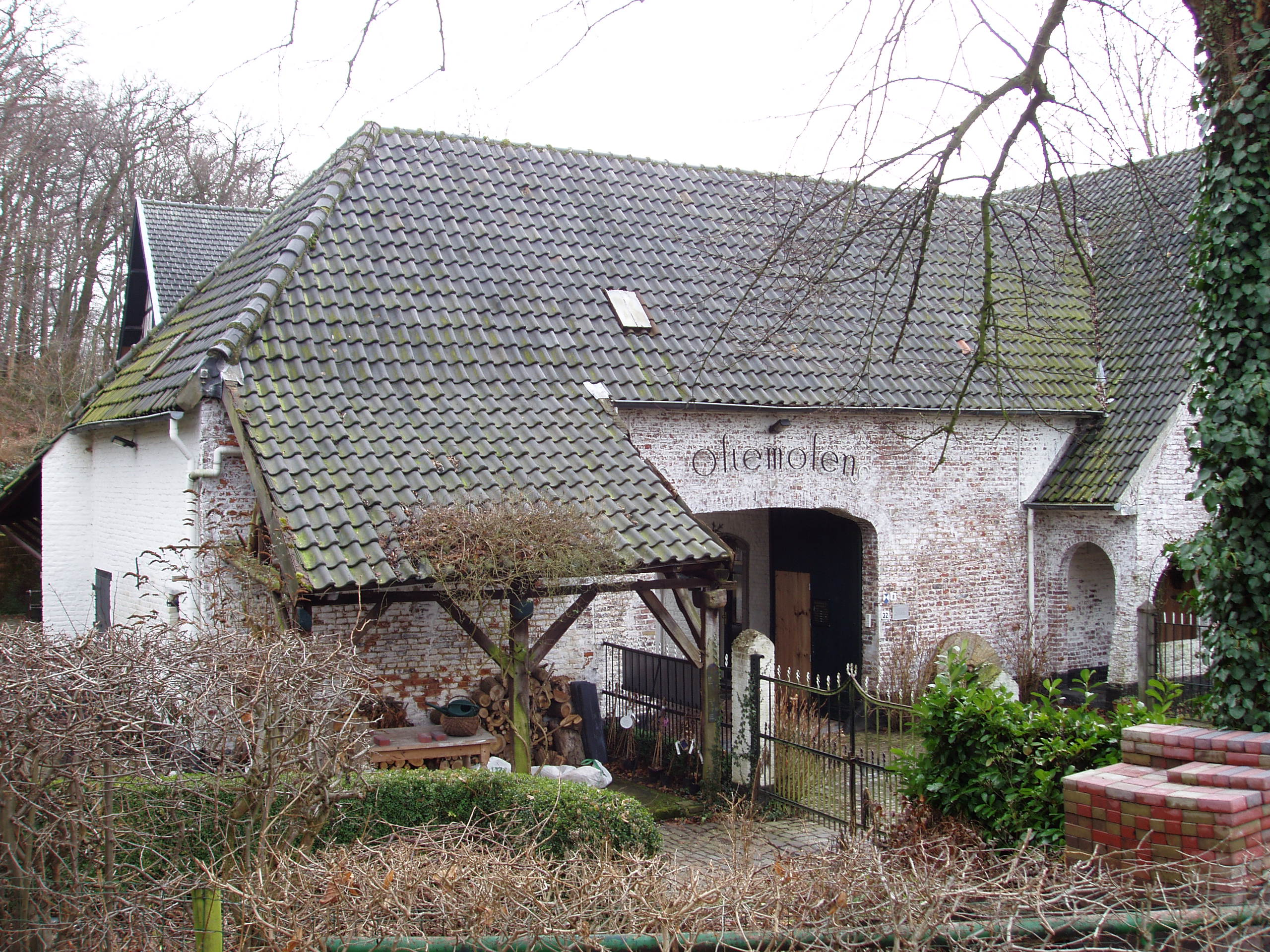
Toegangspoort
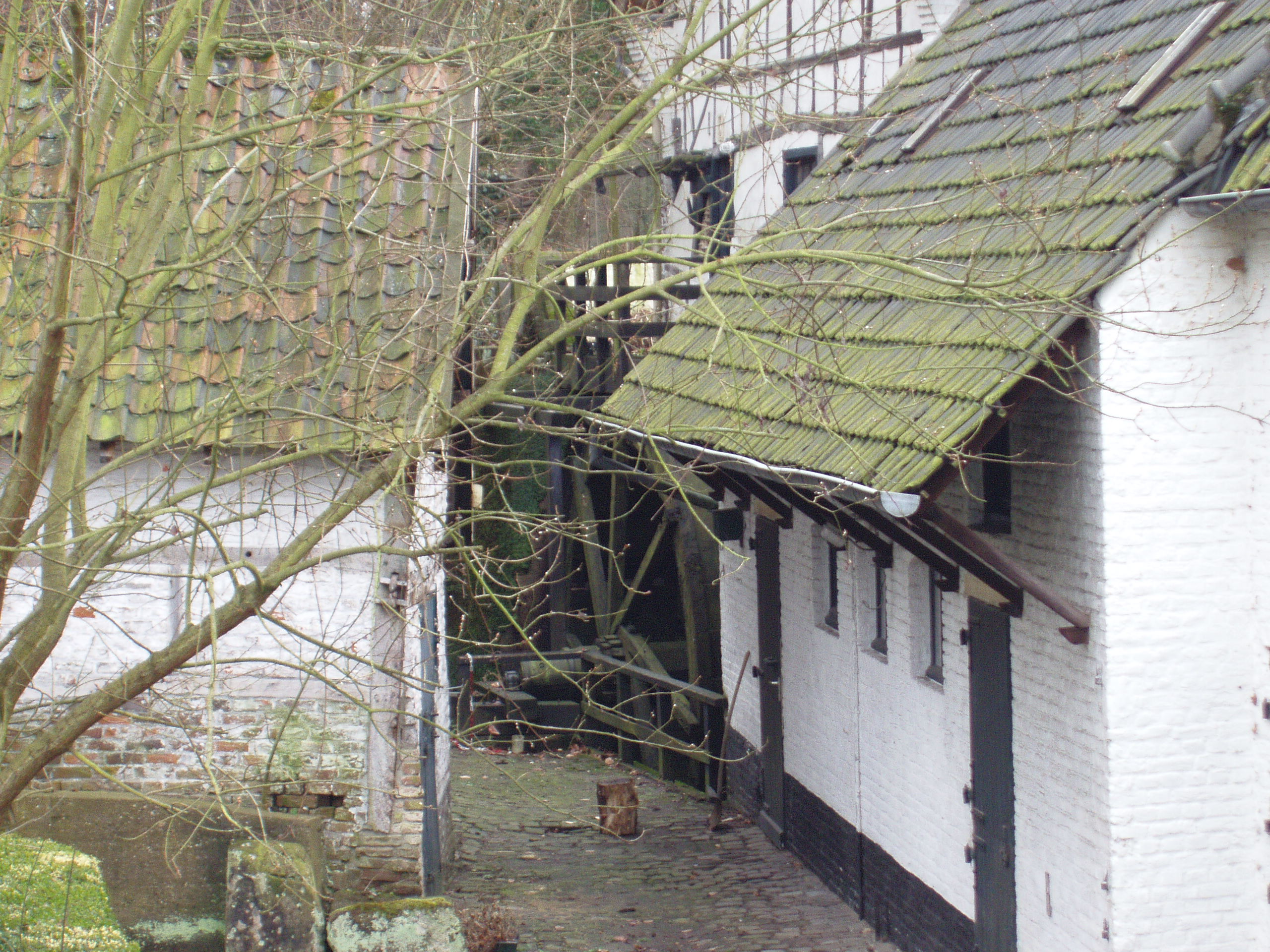
Gebouwencomplex